# Любовь к жизни (альбом)
«Любовь к жизни» — десятый номерной студийный альбом группы «Облачный край», записанный на студии «АнТроп» в Санкт-Петербурге и вышедший в 1999 году.

## Предыстория
В начале 1990-х годов «Облачный край» оказался в глубочайшем кризисе: сперва трагически погиб бас-гитарист Андрей Лукин, а затем группа потеряла постоянных спонсоров. Кроме того, лидер коллектива Сергей Богаев стал злоупотреблять алкоголем.
Тем не менее поселившийся в Санкт-Петербурге Богаев не оставил музыку полностью, вернувшись к освоенному ещё в Архангельске ремеслу звукорежиссёра. Работая на студии своего старшего товарища Андрея Тропилло, он среди прочего записывал альбомы легенды ленинградской хиппи-культуры Ольги Першиной и своих земляков из группы «Новая Земля». Параллельно со звукорежиссёрской деятельностью музыкант не оставлял попыток сольного творчества, но на протяжении середины 1990-х его труды не увенчивались успехом.

## Запись альбома
Плодотворными оказались только сессии звукозаписи 1998—1999 годов, осуществлённые Богаевым в студии Тропилло, в 1990-е годы перебазировавшейся на Петроградскую сторону. За ударную установку сел архангелогородец Дмитрий Леонтьев, ранее уже имевший опыт совместных выступлений с «Облачным краем». При описании же остального студийного состава группы Богаев впервые использовал приём мистификации. Так, записанные при помощи синтезатора партии инструментов симфонического оркестра, сделанные Андреем Корельским из архангельской группы «Аутодафе», были анонсированы как участие «камерного оркестра под управлением Андрея Корельского». А сам Богаев использовал псевдонимы Егор Задрыгин и Иван Беспробудных, подписав ими партии бас-гитары и клавишных соответственно.
«Любовь к жизни» — первый альбом группы, где все вокальные партии исполнил сам Богаев. Ещё одним новшеством стало активное использование небольших сценок, предваряющих песни.
Оформлением обложки вновь занимался Сергей Супалов.

## Отзывы
Анонсируя грядущий альбом, сам Богаев называл его «самым облачнокраевским».
Рецензент интернет-сайта «Звуки.Ру» Дмитрий Бебенин был настроен более сдержанно и назвал альбом «любопытным и оригинальным», но «крайне неровным». Основным недостатком он счёл недостаточно выразительный и сильный вокал Богаева, а также неуместность его чрезмерно агрессивной манеры пения, более подходящей для трэш- или дэт-метала, на фоне архаично звучащих хард-роковых аранжировок. Недостаточно высоким показалось обозревателю и общее качество звука. В числе удач он выделил выдержанную в фолк-роковой стилистике композицию «Печаль-кручина» и балладу «Изобилие благовоний», а также счёл представляющим интерес «поток сознания» в песне «Убитая Рита». По мнению Бебенина, основной темой альбома является «любовь до и после могилы».
Схожая по настроению рецензия была опубликована в альманахе «Свистопляс». Его обозреватель охарактеризовал музыку альбома строчкой из песни «Без границ» («В меру джаза, в меру харда…»), а также отметил сходство отдельных номеров с творчеством групп «Чистая любовь» и «Бахыт-Компот».

## Список композиций
1. Без границ
2. Любовь к жизни
3. На пятнистом BMW
4. Равновесие
5. Голод
6. Дембельская
7. Печаль-кручина
8. Изобилие благовоний
9. Встреча
10. Что же ты, б…?
11. Убитая Рита
12. Объясни
13. Я пришёл за тобой
14. Конь троянский (bonus track)

Автор всех композиций — Сергей Богаев.

## Участники записи
- Сергей Богаев — вокал, гитары, бас, клавишные
- Дмитрий Леонтьев — ударные
- Андрей Корельский — программирование синтезаторов
- Дмитрий Куликовский — саксофон (3)
- Максим Дюрягин — саксофон (11, 13)